# Sophia van Hongarije
Sophia van Hongarije (ca. 1044 - 18 juni 1095) was een dochter van koning Béla I van Hongarije en van Richezza van Polen. Sophia was verloofd met Willem IV van Meißen, maar deze stierf nog voor hun huwelijk onderweg om zijn bruid op te halen. Zij huwde dan een eerste maal (1062/1063) met Ulrich I van Weimar, markgraaf van Carniola, graaf van Istrië (-1070) en een tweede maal (1070) met Magnus van Saksen. Sophia is begraven in de Sint Michaeliskathedraal in Lüneburg (stad).
Haar kinderen uit haar eerste huwelijk waren:
- Poppo II (1065-1103)
- Ulrich II (1064-1112)
- Richardis, gehuwd met Ekkehard van Scheyern
- Adelheid, gehuwd met Frederik II van Regensburg en Udalschalk I van Lurngau, overleden voor 1124 in het klooster van Tegernsee

Haar kinderen uit haar tweede huwelijk waren:
- Wulfhilde van Saksen (1072-1126), gehuwd met Hendrik IX van Beieren (-1126)
- Eilika van Saksen (1081-1142), gehuwd met graaf Otto van Ballenstedt (-1123), de ouders van Albrecht de Beer.